# Von Quistorp
Von Quistorp is een sinds 1782 tot de Oostenrijkse adel behorend geslacht.

## Geschiedenis
De stamreeks begint met Marquart Quistorp die in 1542 en 1549 te Neudorf als herenboer vermeld wordt. Zijn nazaat, dr. Johann Gottfried Quistorp, heer van Vorwerk en Klein-Jasedow (bij Lassan) werd op 8 maart 1782 verheven in de Rijksadelstand.

## Enkele telgen
Dr. Wernher von Quistorp, heer van Krenzow en Zarrentin (1856-1908), lid van het Pruisische Herrenhaus
- Hans von Quistorp, heer van Krenzow en Zarrentin (1888-1947), van de honger omgekomen in het Russische interneringskamp in Neubrandenburg
- Dr. Alexander von Quistorp, heer van Bohlendorf en Alt-Bauer (1892-1974), bankier; trouwde in 1926 met Theda von Falkenhayn, vrouwe van Rysum (1905-1984)
  - Maria von Quistorp (1928); trouwde in 1947 met dr. Wernher Freiherr von Braun (1912-1977), ruimtevaartdeskundige
  - Alexandra von Quistorp (1945), voorzitter van de Quistorp-Stiftung; trouwde in 1975 met dr. Otto von der Wenge Graf Lambsdorff (1926-2009), Duits minister van Economische Zaken